# Oyrarbakki
Oyrarbakki (duń. Ørebakke, wym. [ˈɔiɹaɹˌbaʰtʃɪ) – miejscowość położona na Wyspach Owczych, duńskim terytorium zależnym na Morzu Norweskim. Administracyjnie wieś stanowi siedzibę władz gminy Sundini (Sunda kommuna).

## Położenie
Miejscowość leży nad najwęższą częścią cieśniny Sundini, na jej wschodnim wybrzeżu. Została ona ulokowana pomiędzy wsiami Oyri na południu oraz Norðskáli na północy. Na wschód od miejscowości ciągnie się pasmo górskie, którego najbliżej położonymi szczytami są: Sandfelli (572 m n.p.m.), Knúkur (699 m n.p.m.), Lokkafelli (646 m n.p.m.) oraz Lítlafelli (562 m n.p.m.). Znajduje się tam jedyny most łączący Eysturoy ze Streymoy.

## Informacje ogólne

### Populacja
W 1985 roku miejscowość zamieszkiwało 112 osób, a ich liczba rosła do 118 w 1989. Następnie ustabilizowała się na podobnym poziomie do 1994 roku, kiedy wzrosła do 123 ludzi. Po tym roku nastąpił gwałtowny spadek do 110 mieszkańców w 1995, 103 w 1997 i 95 w 2001. Powodem tego stanu rzeczy był głównie kryzys gospodarczy na Wyspach Owczych w połowie lat 90. XX wieku, kiedy wielu Farerów opuszczało archipelag. Następnie nastąpił ponowny wzrost, w 2002 roku w Oyrarbakki mieszkało już 105 osób, a rok później 108. Wówczas rozpoczął się kolejny okres zmniejszania się liczby ludności - w 2006 roku populacja wyniosła 100 ludzi, a w 2008 97. Następnie jednak ponownie zaobserwowano zwiększenie się liczby mieszkańców, które trwa do chwili obecnej.
1 stycznia 2016 roku w Oyrarbakki zamieszkiwało 161 osób, co dawało miejscowości 43. miejsce pod względem populacji na archipelagu, 16. na Eysturoy oraz 6. w gminie. Społeczeństwo miejscowości jest stosunkowo młode - osoby w wieku przedprodukcyjnym stanowią 27,3% mieszkańców, natomiast osoby powyżej 65 roku życia 12,4%. Większość populacji stanowią mężczyźni, jednak ich przewaga wynosi jedynie 83 do 78 kobiet.

### Transport
Oyrarbakki jest dużym węzłem komunikacji autobusowej. Krzyżują się tam cztery linie państwowej firmy transportowej Strandfaraskip Landsins - 200, łącząca Eiði z Oyrarbakki, 201 (Gjógv - Oyrarbakki), 202 (Tjørnuvík - Oyrarbakki) oraz 400 (Tórshavn - Klaksvík). Znajduje się tam także jedyny most prowadzący z Eysturoy na Streymoy, co sprawia, że krzyżuje się tam wiele dróg łączących północną i północno-wschodnią część archipelagu z pozostałą częścią.
| Linia | Trasa                                                                                              | Przypisy |
| ----- | -------------------------------------------------------------------------------------------------- | -------- |
| 200   | Oyrarbakki - Eiði                                                                                  | [ 4 ]    |
| 201   | Oyrarbakki - Funningur - Gjógv                                                                     | [ 5 ]    |
| 202   | Oyrarbakki - Tjørnuvík                                                                             | [ 6 ]    |
| 400   | Klaksvík - Leirvík - Gøtudalur - Søldafjørður - Skálabotnur - Oyrarbakki - Kollafjørður - Tórshavn | [ 7 ]    |

## Historia
Miejscowość założono w 1924 roku, co czyni ją najmłodszą w gminie. W 1969 roku zbudowano tam szkołę Felagsskulin a Oyrarbakka. Obecnie budynkiem zarządza kilka okolicznych gmin i uczy się tam około 120 uczniów. Przed nią wzniesiono portal z kości policzkowej kaszalota. W 1973 roku zbudowano most Brúgvin um Streymin o długości 220 metrów między Streymoy a Eysturoy. Jest to obecnie jedyne połączenie drogowe tych dwóch wysp. W miejscowości znajduje się także nowy budynek poczty.